# Celoux
Celoux település Franciaországban, Cantal megyében. Lakosainak száma 58 fő (2022. január 1.). Celoux La Chapelle-Laurent, Lastic, Rageade, Saint-Poncy, Ally és Mercœur községekkel határos.

## Népesség
A település népességének változása:
| Lakosok száma | 153  | 110  | 103  | 82   | 68   | 68   | 64   | 60   | 58   | 58   |
|               | 1968 | 1982 | 1990 | 2006 | 2013 | 2015 | 2017 | 2019 | 2020 | 2022 |